# Le Tord-boyaux
 (juillet 2019).
Albums de Pierre Perret
Ça va bien, ça va mal
(1960) Toutes comm'ça
(1965)
Le Tord-boyaux est un album de Pierre Perret sorti en 1964 chez Vogue (LD 641 30), 33 tours qui reprend les 4 titres sortis en 1963 (Le Tord-boyaux, Marina, L'idole des femmes et Les filles, ça me tuera). La chanson-titre apparaît en version intégrale, la plus connue. Une autre version existe, expurgée de quelques détails considérés comme choquants.
Le dessin de la pochette au verso est signé Siné tout comme celle du 45 tours.
Le titre Le Tord-boyaux sera vendu à plus de 75 000 exemplaires et lancera la carrière de Pierre Perret.

## Listes des titres
| 1.    | Le Tord-boyaux (version intégrale) | 1:58 |
| 2.    | Mon père, ce satyre…               | 1:27 |
| 3.    | Les auverploums                    | 2:15 |
| 4.    | L'Idole des femmes                 | 2:26 |
| 5.    | Bri-bri                            | 2:37 |
| 6.    | Vous, dont je suis fou             | 2:35 |
| 7.    | La Famille… sauf moi               | 2:05 |
| 8.    | Les filles, ça me tuera            | 2:54 |
| 9.    | Noël (avant terme)                 | 2:22 |
| 10.   | La Tigresse                        | 1:57 |
| 11.   | Trop contente                      | 1:57 |
| 12.   | Marina                             | 3:05 |
| 29:44 |                                    |      |

## Crédits
- Paroles et musique : Pierre Perret
- Accompagné par Jean Claudric et son orchestre

### Article commexe
- Discographie de Pierre Perret